# Валиуллин, Ренат Абдуллинович
Валиуллин Ренат Абдуллинович (род. 20 сентября 1947) — советский и российский художник. Заслуженный художник РБ (1997). Член Союза художников РФ с 1993 года.

## Биография
Валиуллин Ренат Абдуллинович родился 20 сентября 1947 года в с. Верхние Бишинды Туймазинского района БАССР.
Отец, Абдулла Валиуллин — участник трех войн и мать, Сазида-апа, вырастили шестерых детей. Старший братьев Рифгат стал режиссёром и театральным педагогом, младший Рим Валиуллин — ученый-геофизик, член-корреспондент Академии наук Башкортостана.
После школы Ренат поступил в Казанский химико-технологический институт. Учебу бросил и пошел служить в армию. После демобилизации поступил в Уфимский государственный институт искусств.
В 1983 году Ренат Абдуллинович окончил Уфимский институт искусств (педагоги Р. М. Нурмухаметов, И. Л. Пеганов).
После окончания УГИИ работал художником Башкирского творческо-производственного комбината в Уфе, с 1993 года — зам. директора, с 2002 года — заведующий художественным отделением Уфимского училища искусств.
Член творческого объединения «Артыш» с 1995 года. Является мастером станковой живописи и графики.
Картины художника хранятся в БГХМ им. М. В. Нестерова (Уфа), Музее Ассоциации малой графики (Медон, Франция), Международном центре малой графики (Синт-Никлас, Бельгия), частных собрания в России и за рубежом (Греция, Израиль, Ирак, Франция, Югославия).

## Работы
Мозаичное панно «Искусство» (1989; смальта, бетон) на фасаде Аскинского районного ДК;
Картины «Лето», «Конные скачки», «Музыка», (1992), «Настроение» (1993; паяный витраж), «Рапсодия», «Цветы» (1995; рельеф; сварной металл, цветное стекло) для интерьера Стерлитамакского машиностроительного завода и др.
Натюрморт «Натюрморт с золотой рыбкой» (1996), портреты «Портрет матери», «Портрет режиссёра» (1997), пейзажи «Станция Аркалын» (1995); «Новые фермеры» (1996); «Сторожка» (1995); «Кочевье» (1998).

## Выставки
Валиуллин Ренат Абдуллинович — участник республиканских и всесоюзных художественных выставок с 1978 года.

## Награды и звания
- Заслуженный художник Республики Башкортостан (1997)